# Unione Sportiva Internazionale Napoli 1921-1922
Questa voce raccoglie le informazioni riguardanti l'Internazionale Napoli nelle competizioni ufficiali della stagione 1921-1922.

## Stagione
Questa è stata l'ultima stagione dell'Internazionale Napoli. A fine campionato si fonde con il Naples dando vita all'Internaples.

## Divise
| Manica sinistra · Manica sinistra · Maglietta · Maglietta · Manica destra · Manica destra · Pantaloncini · Calzettoni · Calzettoni |

## Organigramma societario
Area direttiva
- Presidente: Emilio Reale

Area tecnica
- Allenatore:

## Rosa
| N. |                        | Ruolo | Calciatore           |
| -- | ---------------------- | ----- | -------------------- |
|    | Italia (bandiera)      | P     | Caracciolo           |
|    | Italia (bandiera)      | P     | Cassandra            |
|    | Italia (bandiera)      | P     | Gini                 |
|    | Inghilterra (bandiera) | D     | Leslie Walter Minter |
|    | Austria (bandiera)     | D     | Jean Steiger         |
|    | Italia (bandiera)      | D     | Arturo Tizzano       |
|    | Italia (bandiera)      |       | Gino Cafaggi         |
|    | Italia (bandiera)      |       | Esposito II          |
|    | Italia (bandiera)      |       | Grassi               |
|    | Italia (bandiera)      |       | Mario Iaquinto I     |
|    | Italia (bandiera)      |       | Fausto Iaquinto II   |

| N. |                   | Ruolo | Calciatore                |
| -- | ----------------- | ----- | ------------------------- |
|    | Malta (bandiera)  |       | Raoul Lattad              |
|    | Italia (bandiera) |       | Alfredo Lippolis          |
|    | Italia (bandiera) |       | Gennaro Maisto            |
|    | Italia (bandiera) |       | Pugliatti                 |
|    | Italia (bandiera) |       | Alfredo Vittorio Reichlin |
|    | Italia (bandiera) |       | Giovanni Serracapriola    |
|    | Italia (bandiera) | P     | Felice Scandone           |
|    | Italia (bandiera) |       | Ugo Scoppa                |
|    | Italia (bandiera) |       | Agostino Stradella II     |
|    | Italia (bandiera) |       | Turrino                   |

## Risultati
Fonte: ==

### Prima Divisione

#### Girone Campano

##### Girone di andata
| Arbitro: | Argento (Napoli) |

|          |           |                       |
| Fariello | Marcatori | ?’ (?) Scoppa Tizzano |

| Arbitro: | Loretto |

|          |           |          |
| Palmieri | Marcatori | Lippolis |

| Napoli 29 aprile 1922 3ª giornata - posticipo del 27 novembre | Internazionale Napoli | 2 – 0 A tav. | Savoia |  |

| Arbitro: | Argento (Napoli) |

|          |           |  |
| Lippolis | Marcatori |  |

| Arbitro: | Senes (Napoli) |

|                          |           |  |
| Iaquinto II Stradella II | Marcatori |  |

| Arbitro: | Sidoti (Roma) |

|                   |           |  |
| Parodi 65’ (rig.) | Marcatori |  |

##### Girone di ritorno
| Arbitro: | Moretti |

|                     |           |  |
| Stradella II ?’, ?’ | Marcatori |  |

| Napoli 29 gennaio 1922 8ª giornata | Internazionale Napoli | 0 – 0 | Bagnolese | \| Arbitro: \| Moretti \| |
| Arbitro:                           | Moretti               |       |           |                           |

| Arbitro: | Barra |

|                                               |           |            |
| Bonansea 11’ Bobbio 44’, 56’, 68’ Canetta 73’ | Marcatori | 89’ Grassi |

| Arbitro: | Cammarota |

|                                      |           |                   |
| Dinanni Valente Bruschini III ?’, ?’ | Marcatori | ?’ (aut.) Caserta |

| Arbitro: | Lucignano (Napoli) |

|            |           |  |
| De Martino | Marcatori |  |

| Arbitro: | Barra |

|  |           |                              |
|  | Marcatori | 5’ Polisano 12’, 30’ Paolino |

## Statistiche
Statistiche aggiornate al 20 marzo 1922.

### Statistiche di squadra
| Competizione    | Punti | In casa | In casa | In casa | In casa | In casa | In casa | In trasferta | In trasferta | In trasferta | In trasferta | In trasferta | In trasferta | Totale | Totale | Totale | Totale | Totale | Totale | DR |
| Competizione    | Punti | G       | V       | N       | P       | Gf      | Gs      | G            | V            | N            | P            | Gf           | Gs           | G      | V      | N      | P      | Gf     | Gs     | DR |
| --------------- | ----- | ------- | ------- | ------- | ------- | ------- | ------- | ------------ | ------------ | ------------ | ------------ | ------------ | ------------ | ------ | ------ | ------ | ------ | ------ | ------ | -- |
| Prima Divisione | 12    | 6       | 4       | 1       | 1       | 7       | 3       | 6            | 1            | 1            | 4            | 6            | 13           | 12     | 5      | 2      | 5      | 13     | 16     | -3 |
| Totale          | 12    | 6       | 4       | 1       | 1       | 7       | 3       | 6            | 1            | 1            | 4            | 6            | 13           | 12     | 5      | 2      | 5      | 13     | 16     | -3 |

### Statistiche dei giocatori
| Giocatore        | Prima Divisione | Prima Divisione |
| Giocatore        | Presenze        | Reti            |
| ---------------- | --------------- | --------------- |
| Cafaggi          | 6               | 0               |
| Caracciolo       | 1               | -1              |
| Cassandra        | 3               | -1              |
| Esposito II      | 11              | 0               |
| Gini             | 7               | -14             |
| Grassi           | 4               | 1               |
| Iaquinto I       | 8               | 0               |
| Iaquinto II      | 3               | 1               |
| Lattard          | 10              | 0               |
| Lippolis         | 11              | 2               |
| Maisto           | 4               | 0               |
| L.W. Minter      | 11              | 0               |
| Pugliatti        | 3               | 0               |
| V.A. Reichlin    | 4               | 0               |
| Scoppa           | 3               | 2               |
| G. Serracapriola | 1               | 0               |
| R. Steiger       | 10              | 0               |
| Stradella II     | 8               | 3               |
| A. Tizzano       | 11              | 1               |
| Turrino          | 2               | 0               |